# 霍克齊戰役

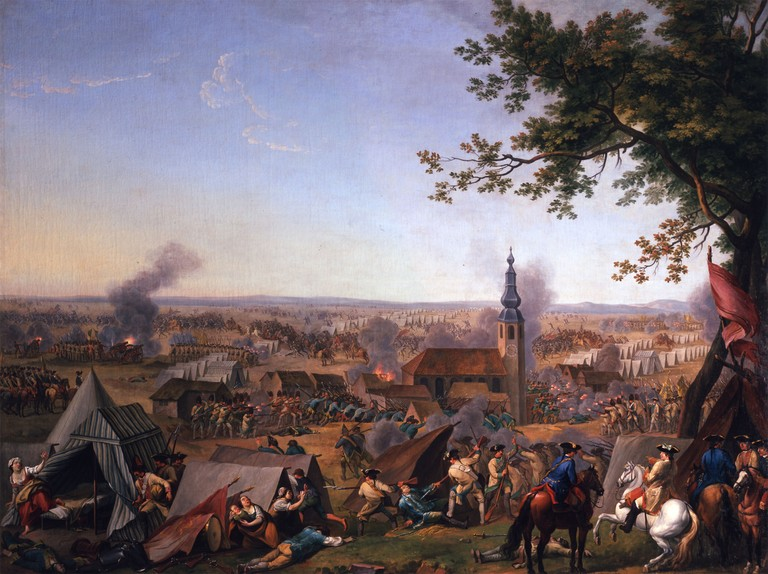
霍克齊戰役

霍克齊戰役（Battle of Hochkirch），是七年戰爭中普魯士與奧地利在1758年10月14日的戰役。以奧軍勝利作結。

在曹恩道夫戰役後，俄軍暫時後撤。南方戰場又一次告急，腓特烈大帝馬上回兵南線對付道恩元帥的奧軍。腓特烈率領15,000普軍趕回南線戰場，與弟弟亨利親王在薩克森首府德累斯頓會師，僅以3萬人面對道恩元帥的8萬奧軍。一開始謹慎的道恩拒絕接受會戰，僅僅有限後退，與普軍保持接觸。10月初腓特烈的3萬普軍在霍克齊紮下營盤，而老謀深算的道恩元帥在10月14日乘夜以8萬大軍成4路縱隊偷襲普軍營地，打響霍克齊戰役。當時腓特烈還在睡覺，根本未加防範，普軍措手不及。道恩以勞頓將軍率四個師搶攻，普軍Krockow少將率騎兵反攻陣亡。凱斯元帥聞報，急忙帶親兵趕往戰場組織抵抗，為普軍主力展開爭取時間，結果凱斯身中兩槍當場陣亡。另一位普魯士元帥，莫里茨親王也身受重傷，被抬下戰場。因為凱斯和莫里茨的抵抗，普軍爭取到時間，好不容易組織起後衛線，收攏殘兵，交替掩護著撤出戰場。這是普魯士的一場大敗，損失9,000人以上，包括兩位元帥。凱斯陣亡之後連屍體都沒能搶回，還是奧地利代為埋葬的。莫里茨親王重傷再也沒有康復，他在戰後被護送回柏林的途中，遇到奧軍攔截被俘，不久才被腓特烈贖回。
霍克齊戰役之後，道恩仍然謹慎，並不積極進攻腓特烈，但是道恩卻是機動高手，腓特烈想繞過道恩，從薩克森東進西里西亞，後來又改變路線突然回軍薩克森，調動道恩，但是每次都被道恩搶先堵在前面。年底道恩回營地過冬，腓特烈也回到西里西亞，結束了1758年戰局。這一年雖然以失敗告終，但是有賴俄奧作戰不夠積極，腓特烈仍然保住了薩克森和西里西亞兩個省份。

## 參看
- 七年戰爭